# فورینگ
فورینگ (به آلمانی: Pförring) یک شهر در آلمان است که در آیشتت واقع شده‌است.

## خصوصیات
فورینگ ۴۳٫۵۴ کیلومترمربع مساحت دارد ۳۵۶ متر بالاتر از سطح دریا واقع شده‌است.